# Dolní Novosedly
Dolní Novosedly település Csehországban, Píseki járásban. Dolní Novosedly Záhoří, Kluky és Písek településekkel határos. Lakosainak száma 260 fő (2024. január 1.).

## Népesség
A település lakosságának változását az alábbi diagram mutatja:
| Lakosok száma | 578  | 579  | 603  | 391  | 240  | 193  | 214  | 227  | 240  | 260  |
|               | 1869 | 1890 | 1921 | 1950 | 1980 | 2001 | 2017 | 2019 | 2022 | 2024 |